# Старосельский, Григорий Самуилович
Григорий (Герш) Самуилович Старосельский (31 августа 1891, Севастополь, Российская Империя — 24 июля 1920, Таврическая губерния, РСФСР) — участник севастопольского подполья в годы Гражданской войны.

## Биография

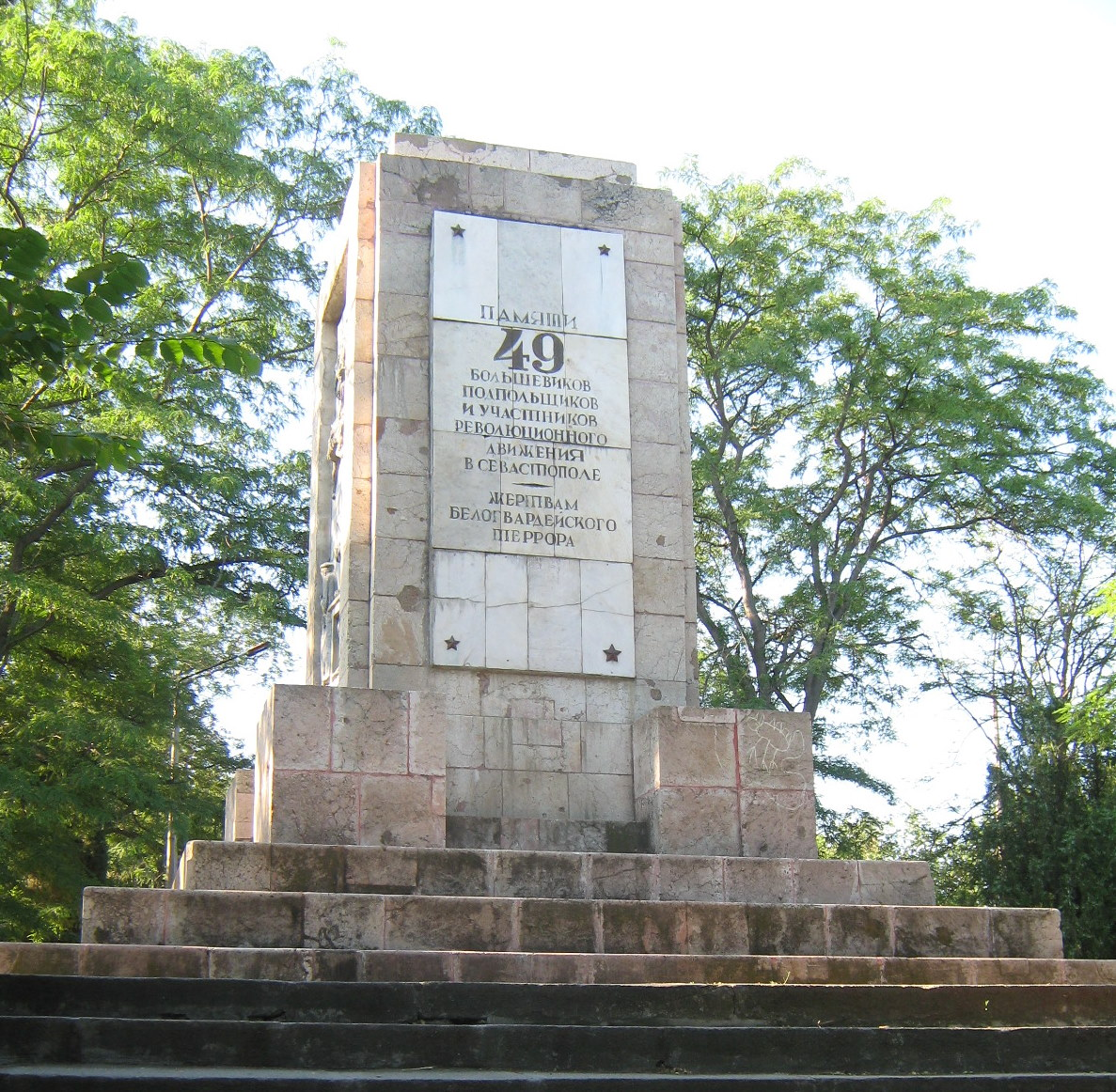
Памятник 49 коммунарам

Родился в Севастополе (согласно другим данным — в Симферополе). Член партии социалистов-революционеров. Работал в электротехнической мастерской завода военного порта Севастополя. В мае — июле 1917 был делегатом III съезда партии эсеров. В декабре 1917 — апреле 1918 состоял в Красной Гвардии. В 1919 — 1920 участвовал в севастопольской подпольной группе Г. Мишко, где отвечал за сбор оружия и создание боевых групп.
12 января 1920 года (по другим данным — 19 декабря 1919 года) арестован морской контрразведкой Вооружённых сил юга России (ВСЮР) и предан военно-полевому суду приказом по Севастопольской крепости и гарнизону за большевистскую агитацию среди рабочих (совместно с другим рабочим электромеханической мастерской Н. А. Мельниковым). Вновь арестован ВСЮР в июле 1920 года с группой подпольщиков. Расстрелян 24 июля 1920 по приговору военно-полевого суда (по другим данным дата смерти — 6 августа 1920 года). Останки Старосельского после Гражданской войны перезахоронены в братской могиле у южных ворот на кладбище Коммунаров в Севастополе. В 1937 году на ней по проекту архитектора М. А. Садовского воздвигнут памятник 49 коммунарам (указан как Старосельский Г.).